# Leccinum alaskanum
Léccinum alaskánum (лат.) — гриб из рода обабок (Leccinum) семейства болетовые (Boletaceae).

## Описание
- Шляпка 6—15 см в диаметре, сначала выпуклой, затем широко-выпуклой и почти плоской формы, обычно с ровным краем. Поверхность шляпки сначала сухая, затем становится слизистой, почти гладкая, тёмно-коричневого или черновато-коричневого цвета.
- Гименофор трубчатый, трубочки сначала беловатого, затем коричневого цвета, при повреждении становятся тёмно-коричневыми, поры округлые или угловатые.
- Мякоть белого цвета, на воздухе медленно приобретает розоватый оттенок.
- Съедобен.

## Сходные виды
Другие виды рода Leccinum.